# Garth Mulroy
Garth David Mulroy (1978) is een professioneel golfer uit Zuid-Afrika.
Garth Mulroy, voormalig rugbyspeler, studeerde aan de North Carolina State University en speelde in het golfteam van de universiteit. Hij is in 2005 getrouwd met Cris en ze wonen in Raleigh, North Carolina.

## Professional
Mulroy werd in 2003 professional en speelde op de Nationwide Tour in de periode 2007-2009. In 2009 eindigde hij op de 14de plaats van de ranking en promoveerde naar de Amerikaanse PGA Tour waar hij in 2010 19 toernooien speelde en US$ 278.118,- verdiende. Hij eindigde op de 178ste plaats van de PGA Tour ranking. Zijn beste ronde ooit maakte hij in 2009 tijdens de Cox Classic in Alabama, zijn score voor de eerste ronde was −10.
In 2011 was hij de 100ste Zuid-Afrikaanse winnaar op de Europese Tour toen hij het Alfred Dunhill Kampioenschap in Zuid-Afrika won..

### Gewonnen

#### Sunshine Tour
- 2008: Vodacom Origins of Golf Tour, Coca-Cola Charity Championship
- 2011: Alfred Dunhill Championship

#### Nationwide Tour
- 2009: South Georgia Classic
- 2011: BMW Charity Pro-Am

#### Europese Tour
- 2011: Alfred Dunhill Championship

#### Elders
- 2005: Big Stakes Match Play Championship (met David Ping) op Mesquite Golf Club.
- 2008: Gary Player Invitational (met Bobby Lincoln)